# روبرتا پینوتی
روبرتا پینوتی (انگلیسی: Roberta Pinotti؛ زادهٔ ۲۰ مهٔ ۱۹۶۱) یک سیاست‌مدار اهل ایتالیا است.